# Sonora, Unión Juárez
Sonora är en ort i Mexiko.   Den ligger i kommunen Unión Juárez och delstaten Chiapas, i den sydöstra delen av landet, 900 km sydost om huvudstaden Mexico City. Sonora ligger 1 490 meter över havet och antalet invånare är 101.
Terrängen runt Sonora är kuperad söderut, men norrut är den bergig. Runt Sonora är det ganska tätbefolkat, med 155 invånare per kvadratkilometer. Närmaste större samhälle är Cacahoatán, 10,7 km sydväst om Sonora. I omgivningarna runt Sonora växer i huvudsak städsegrön lövskog.